# Tourismuspreis Niederösterreich
Der Tourismuspreis des Bundeslandes Niederösterreich gilt als Würdigung für besondere Verdienste in der Tourismuswirtschaft im Bundesland Niederösterreich. Er wird seit 1997 alljährlich seitens der Niederösterreich-Werbung, einem Unternehmen der NÖ Landesregierung und der Wirtschaftskammer, an Persönlichkeiten oder niederösterreichische Unternehmen vergeben.

## Kategorien und Preis
Die Preisträger werden durch eine Fachjury in geheimer Abstimmung gewählt.
Der Preis wird zwei bis drei verschiedenen, gelegentlich wechselnden Kategorien und in Form einer sechs Kilogramm schweren Bronzeskulptur des Bildhauers Karl Korab verliehen.

## Preisträger

### Preisträger 2019
Preisverleihung im Congress Casino Baden
- Kategorie GastgeberIn: Johannes Putz (Hochkar)
- Kategorie Innovation: Veronika und Uwe Machreich
- Ehrenpreis: Allegro Vivo
- Preis für das Lebenswerk: Rudolf Kadanka, Gründer Mondial

### Preisträger 2018
Preisverleihung im Congress Casino Baden
- Kategorie GastgeberIn: Familie Hagn, Weingut Hagn in Mailberg
- Kategorie Sonderpreis: Burgruine Aggstein
- Kategorie Ehrenpreis: Zeno Stanek, Intendant vom Schrammel.Klang.Festival in Litschau

### Preisträger 2017
Preisverleihung am 16. Oktober 2017 auf der Burg Perchtoldsdorf.
Kategorie „GastgeberIn“: Christian Guzy, Unternehmer und Eigentümer des Klosters Und
Kategorie „BotschafterIn“: Doris Ploner, Geschäftsführerin der Käsemacherwlt
Kategorie „Ehrenpreis“: Katrin Lux, Schauspielerin, Sängerin und Autorin

### Preisträger 2016
Preisverleihung am 26. September 2016 auf der Burg Perchtoldsdorf.
Kategorie „GastgeberIn“: Anna Rehatschek, Graselwirtin in Mörtersdorf
Kategorie „BotschafterIn“: Stift Melk
Kategorie „Ehrenpreis“: Werner Auer, Sänger und Schauspieler, Obmann des Theaterfest Niederösterreich

### Preisträger 2015
Preisverleihung am 26. November 2015 im Congress Casino Baden.
Kategorie „Wirtschaft“: Familie Haider, Whisky-Erlebniswelt Roggenreith
Kategorie „Produkt- und Dienstleistungsinnovation“: Familie Distelberger, Urlaubsparadies Hochrieß
Kategorie „Ehrenpreis“: Elfriede Ott, Kammerschauspielerin

### Preisträger 2014
Preisverleihung am 26. November 2014 im Congress Casino Baden.
Kategorie „Wirtschaft“: Familie Nahringbauer, Hotel Fahrnberger in Göstling/Ybs
Kategorie „Medien“: Erwin Steinhauer, Schauspieler und Kabarettist
Kategorie „Produkt- und Dienstleistungsinnovation“: Mohnwirt Neuwiesinger in Armschlag/Sallingberg
Kategorie „Ehrenpreis“: Josef Pleil, ehem. Präsident des Österreichischen Weinbauverbandes

### Preisträger 2013
Preisverleihung am 19. November 2013 im Congress Casino Baden.
Kategorie „Wirtschaft“: Familie Schachner, Hotel Maria Taferl
Kategorie „Medien“: Johannes Gutmann, Sonnentor
Kategorie „Produkt- und Dienstleistungsinnovation“: Mostelleria in Öhling

### Preisträger 2012
Preisverleihung am 13. November 2012 im Congress Casino Baden.
Kategorie „Wirtschaft“: Familie Dietmann, Hotel Krainerhütte
Kategorie „Medien“: Ursula Strauss, Schauspielerin
Kategorie „Produkt- und Dienstleistungsinnovation“: Back-Erlebniswelt Haubiversum
Kategorie „Ehrenpreis“: Waltraut Haas, Schauspielerin

### Preisträger 2011
Preisverleihung am 8. November 2011 im Congress Casino Baden.
Kategorie „Wirtschaft“: Loisium Weinwelt, Langenlois
Kategorie „Medien“: Karl Schwarz, Privatbrauerei Zwettl
Kategorie „Produkt- und Dienstleistungsinnovation“: Mostviertler Mostbarone
Kategorie „Ehrenpreis“: Fritz Scharfegger, Unternehmer

### Preisträger 2010
Preisverleihung am 30. November 2010 in der Kulturfabrik Hainburg.
Kategorie „Wirtschaft“: Alexander Ipp, Hotelier
Kategorie „Medien“: Rudolf Buchbinder, Konzertpianist
Kategorie „Produkt- und Dienstleistungsinnovation“: Reinhard Kittenberger, Obmann Die Gärten Niederösterreichs
Kategorie „Ehrenpreis“: Reinhard Mücke, Generaldirektor der Österr. Hotel- und Tourismusbank

### Preisträger 2009
Preisverleihung am 17. November 2009 im Congress Casino Baden.
Kategorie „Wirtschaft“: Herbert Bonka, Wirtshaus im Wienerwald
Kategorie „Medien“: Heinz Hanner, Relais & Chateaux Hanner in Mayerling
Kategorie „Produkt- und Dienstleistungsinnovation“: Robert Payr, Carnuntum Experience

### Preisträger 2008
Preisverleihung am 25. November 2008 im Congress Casino Baden.
Kategorie „Wirtschaft“: Johannes Scheiblauer, Hotelier
Kategorie „Medien“: Mönche des Stift Heiligenkreuz
Kategorie „Ehrenpreis“: Johannes Coreth, ehem. stv. Generaldirektor der Niederösterreichischen Versicherung

### Preisträger 2007
Preisverleihung am 6. Dezember 2007 im Congress Casino Baden.
Kategorie „Wirtschaft“: Familie Brandner, Brandner Schiffahrt
Kategorie „Medien“: Kurt Mündl, Dokumentarfilmer

### Preisträger 2006
Kategorie „Wirtschaft“: Eduard Aberham, Hotel Panhans
Kategorie „Medien“: Felix Dvorak, Schauspieler

### Preisträger 2005
Preisverleihung am 6. Dezember 2005 im Congress Casino Baden.
Kategorie „Wirtschaft“: Herbert Eder, Kameltheater Kernhof
Kategorie „Wirtschaft“: Karl Spiehs, TV-Produzent
Kategorie „Medien“: Richard Grasl, ehem. Chefredakteur ORF NÖ
Kategorie „Medien“: Harald Knabl, ehem. Chefredakteur Niederösterreichische Nachrichten

### Preisträger 2004
Kategorie „Wirtschaft“: August Breininger, ehem. Bürgermeister der Stadt Baden
Kategorie „Wirtschaft“: Lisl Wagner-Bacher, Gastwirtin in Mautern
Kategorie „Medien“: Monika Lindner, ehem. Generaldirektorin des ORF

### Preisträger 2003
Preisverleihung am 18. November 2003 im Congress Casino Baden.
Kategorie „Wirtschaft“: Rudolf Kadanka, Reisebüro Mondial
Kategorie „Medien“: Wolfgang Rademann, Fernsehproduzent

### Preisträger 2002
Preisverleihung am 4. Dezember 2002 im Congress Casino Baden.
Kategorie „Lebenswerk“: Rosa Maria Nuhr, Nuhr-Zentrum in Senftenberg
Kategorie „Allgemein“: Leo Wallner, Casinos Austria
Kategorie „Allgemein“: Berthold Salomon, Undhof Krems

### Preisträger 2001
Preisverleihung am 28. November 2001 im Grandhotel Sauerhof Baden.
Kategorie „Wirtschaft“: Friedrich Bläuel, Berghotel Tulbingerkogel
Kategorie „Wirtschaft“: Robert Winkler, Hotel Sachsengang
Kategorie „Medien“: Mark Perry, Journalist

### Preisträger 2000
Kategorie „Wirtschaft“: Joachim Angerer, Abt. Stift Geras
Kategorie „Medien“: Johann Denk, "Weinpfarrer"

### Preisträger 1999
Preisverleihung am 2. Dezember 1999 in der Rosenburg.
Kategorie „Wirtschaft“: Manfred Pascher, Moorheilbad Harbach
Kategorie „Medien“: Alfred Komarek, Schriftsteller

### Preisträger 1998
Preisverleihung am 26. November 1998 in Joching.
Christiane Hörbiger, Schauspielerin
Gerhard Tötschinger, Schauspieler und Schriftsteller
Josef Jamek, Weingut Jamek in der Wachau

### Preisträger 1997
Lois Lammerhuber, Fotograf
Christoph Wagner, Gourmetkritiker
Toni Mörwald, Gastronom